# Cordia megalantha
Cordia megalantha là loài thực vật có hoa trong họ Mồ hôi. Loài này được S.F.Blake mô tả khoa học đầu tiên năm 1923.